# Alice Hasters

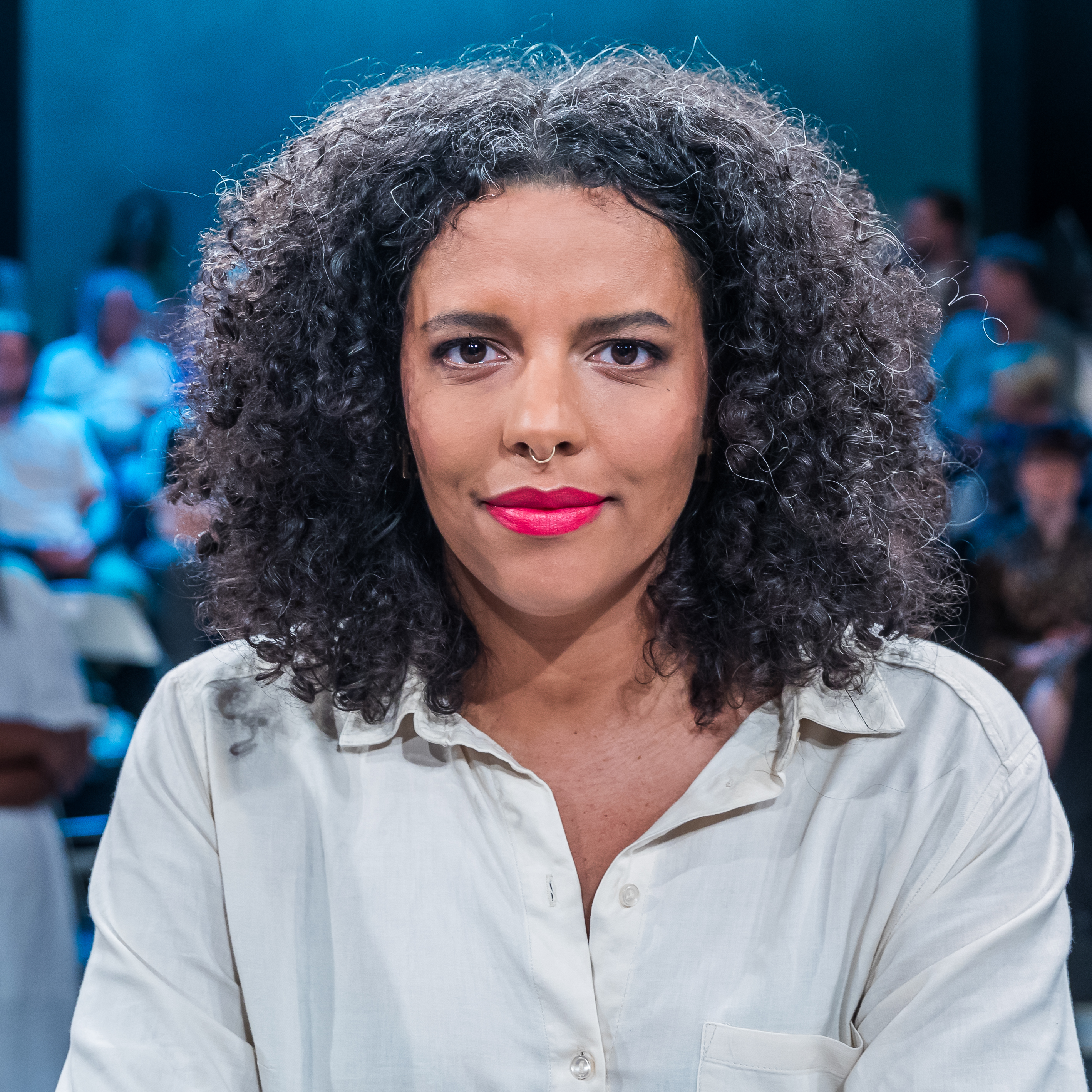
Alice Hasters (2024)

Alice Haruko Hasters (* 10. Juni 1989 in Köln) ist eine deutsche Journalistin, Autorin, Hörbuchsprecherin und Podcasterin.

## Leben
Als jüngste von drei Töchtern ihrer schwarzen US-amerikanischen Mutter und ihres weißen deutschen Vaters verbrachte Alice Hasters ihre Kindheit und Jugend größtenteils im Kölner Stadtteil Nippes. Im elften Schuljahr absolvierte sie ein Auslandsjahr in Philadelphia an der Central High School.
Nach dem Abitur studierte sie zunächst an der Sporthochschule Köln und später an der Deutschen Journalistenschule in München. Hasters schreibt und publiziert insbesondere über Identität, Rassismus, Feminismus und Intersektionalität. Auch in ihrem 2019 erschienenen autobiographischen Debütbuch Was weiße Menschen nicht über Rassismus hören wollen, aber wissen sollten. Der Titel erreichte im Juni 2020 Platz 3 der Spiegel-Bestsellerliste im Ressort Bestseller Paperback Sachbuch 26/2020 und hielt diesen Platz auch in der Kalenderwoche 28/2020. In der Spiegel-Jahresbestsellerliste Paperback Sachbuch erreichte das Buch Platz 5.
Hasters arbeitete seit ihrem Abschluss u. a. für die Tagesschau und den Rundfunk Berlin-Brandenburg (rbb).
Von Januar bis März 2023 war sie Fellow des Thomas-Mann-Hauses in Los Angeles.
Seit 2016 produziert und publiziert Hasters mit ihrer Freundin und Kollegin Maximiliane Häcke den Podcast Feuer & Brot. Außerdem moderierte sie 2020–2022 den Podcast Einhundert – Stories mit Alice Hasters, der bei Deutschlandfunk Nova ausgestrahlt wurde.
2023 veröffentlichte Hasters ihr zweites Buch Identitätskrise.

## Kontroverse
Für bundesweite Aufmerksamkeit sorgte Alice Hasters am 17. Oktober 2023, als sie im Zusammenhang mit dem Terrorangriff der Hamas auf Israel und Israels Reaktionen darauf einen Beitrag auf Instagram veröffentlichte. Darin verurteilte sie den Angriff der Hamas als „zutiefst antisemitisch“. Zudem warf sie Israels Regierung einen Bruch des Völkerrechts vor. Außerdem schrieb sie, es habe den Anschein, dass die deutsche Gesellschaft Antisemitismus nur durch die Verbreitung von antimuslimischem und antipalästinensischem Rassismus „bekämpfe“. Nachdem die schleswig-holsteinische Integrations-Staatssekretärin Marjam Samadzade Hasters’ Beitrag mit einem zustimmenden Kommentar versehen und weiterverbreitet hatte, musste sie ihren Posten im Sozialministerium in Kiel vorzeitig räumen.

## Veröffentlichungen (Auswahl)
- Was weiße Menschen nicht über Rassismus hören wollen, aber wissen sollten. Hanser, Berlin 2019, ISBN 978-3-446-26425-0.
- Who’s Black? In: Evelin Obulor (Hrsg.): Schwarz wird großgeschrieben. & Töchter, München 2021, ISBN 978-3-948819-02-6.
- Identitätskrise, Hanser, Berlin 2023, ISBN 978-3-446-27391-7.

Hörbücher
- Was weiße Menschen nicht über Rassismus hören wollen, aber wissen sollten (Hörbuch, gelesen von Alice Hasters), tacheles!/ROOF Music & BookBeat, 2020, ISBN 978-3-86484-673-1.
- Philipp Steffan: Sag was! Radikal höflich gegen Rechtspopulismus argumentieren (gemeinsam mit Maximiliane Häcke), Oetinger Audio/Audible, 2021, ISBN 978-3-8373-9004-9.
- Toni Morrison: Sehr blaue Augen, Argon Verlag, 2023, ISBN 978-3-7324-7291-8 (mit Abak Safaei-Rad).
- Identitätskrise, tacheles!ROOF Music, 2023, ISBN 978-3-86484-791-2.

## Auszeichnungen
- 2020: Kulturjournalistin des Jahres, Medium Magazin[20]
- 2023: Bert-Donnepp-Preis[21]